# مولهايم أم ماين
مولهايم أو مُلْهَيم أم ماين (بالألمانية: Mühlheim am Main) هي بلدة، Gemarkung، مدينة وبلدة ألمانية تقع في ألمانيا في Offenbach.

## المدن التوأمة
مدينة سانت بريست هي مدينة توأمة لـمولهايم آم ماين.

## أعلام
- إيغون شميت
- بيتروس ليوبولد كايزر